# Olivella altatae
Olivella altatae is een slakkensoort uit de familie van de Olividae. De wetenschappelijke naam van de soort is voor het eerst geldig gepubliceerd in 1963 door Burch & Campbell.